# Bystus bruchi
Bystus bruchi es una especie de coleóptero de la familia Endomychidae.

## Distribución geográfica
Habita en Argentina.